# Yanek
Yanek ist ein männlicher Vorname.

## Herkunft und Bedeutung
Yanek ist eine „modische Schreibweise“ des Namens Janek, einer in den 1970er-Jahren entlehnten polnischen und tschechischen Koseform von Jan, kurz für den biblischen Namen Johannes. Bei diesem handelt es sich um die griechische Form des hebräischen yōḥānān, was so viel bedeutet wie „Jahwe hat Gnade erwiesen“.

## Namensträger
- Yanek Stärk (* 1988 oder 1989), deutscher Musiker, Songwriter und Musikproduzent
- Yanek, deutscher Musikproduzent, siehe Jannik Mühe